# دین ادواردز (بازیکن فوتبال)
دین ادواردز (انگلیسی: Dean Edwards؛ زادهٔ ۲۵ فوریهٔ ۱۹۶۲) بازیکن فوتبال اهل بریتانیا است.
از باشگاه‌هایی که در آن بازی کرده‌است می‌توان به باشگاه فوتبال یئوویل تاون، باشگاه فوتبال تورکی یونایتد، بارن‌استپل تاون اف سی، باشگاه فوتبال اکستر سیتی، باشگاه فوتبال ولورهمپتون واندررز، باشگاه فوتبال هنگ کنگ رنجرز، باشگاه فوتبال استافورد رانجرز، باشگاه فوتبال نورث‌همپتون تاون، و باشگاه فوتبال شروزبری تاون اشاره کرد.